# Etrit Berisha
Etrit Berisha (ur. 10 marca 1989 w Prisztinie) – albański piłkarz pochodzenia kosowskiego, grający na pozycji bramkarza, obecnie bez klubu oraz w reprezentacji Albanii. Uczestnik Mistrzostw Europy 2016 i 2024.

## Kariera klubowa
Karierę piłkarską Berisha rozpoczął w Szwecji, w klubie Kalmar FF. W 2008 roku awansował do kadry pierwszego zespołu. Przez pierwsze dwa sezony pełnił funkcję rezerwowego bramkarza w Kalmarze. W 2008 roku został z Kalmarem mistrzem Szwecji. 28 kwietnia 2010 zadebiutował w Allsvenskan w wygranym 4:1 domowym meczu z Örebro SK. W 2011 roku stał się podstawowym zawodnikiem Kalmaru. 12 sierpnia 2012 roku w wyjazdowym meczu z Helsingborgiem (2:7) strzelił pierwszego gola w karierze.

## Kariera reprezentacyjna
W reprezentacji Albanii Berisha zadebiutował 27 maja 2012 roku w wygranym 1:0 towarzyskim meczu z Iranem, rozegranym w Stambule.

## Statystyki kariery

### Klubowe
(Stan na 12 października 2021)
| Sezon   | Klub        | Kraj    | Rozgrywki   | Mecze | Bramki |
| ------- | ----------- | ------- | ----------- | ----- | ------ |
| 2008    | Kalmar FF   | Szwecja | Allsvenskan | 0     | 0      |
| 2009    | Kalmar FF   | Szwecja | Allsvenskan | 0     | 0      |
| 2010    | Kalmar FF   | Szwecja | Allsvenskan | 14    | 0      |
| 2011    | Kalmar FF   | Szwecja | Allsvenskan | 25    | 0      |
| 2012    | Kalmar FF   | Szwecja | Allsvenskan | 30    | 1      |
| 2013    | Kalmar FF   | Szwecja | Allsvenskan | 22    | 2      |
| 2013/14 | S.S. Lazio  | Włochy  | Serie A     | 17    | 0      |
| 2014/15 | S.S. Lazio  | Włochy  | Serie A     | 10    | 0      |
| 2015/16 | S.S. Lazio  | Włochy  | Serie A     | 11    | 0      |
| 2016/17 | Atalanta BC | Włochy  | Serie A     | 26    | 0      |
| 2017/18 | Atalanta BC | Włochy  | Serie A     | 31    | 0      |
| 2018/19 | Atalanta BC | Włochy  | Serie A     | 18    | 0      |

### Reprezentacyjne
(Stan na 12 października 2021)
| Reprezentacja | Rok     | Występy | Gole |
| ------------- | ------- | ------- | ---- |
| Albania       | 2012    | 4       | 0    |
| Albania       | 2013    | 10      | 0    |
| Albania       | 2014    | 9       | 0    |
| Albania       | 2015    | 7       | 0    |
| Albania       | 2016    | 12      | 0    |
| Albania       | 2017    | 5       | 0    |
| Albania       | 2018    | 5       | 0    |
| Albania       | 2019    | 6       | 0    |
| Albania       | 2020    | 5       | 0    |
| Albania       | 2021    | 6       | 0    |
| Łącznie       | Łącznie | 69      | 0    |